# Horní Libchava
Horní Libchava är en ort i Tjeckien. Den ligger i den norra delen av landet, 70 km norr om huvudstaden Prag. Horní Libchava ligger 262 meter över havet och antalet invånare är 401.
Terrängen runt Horní Libchava är kuperad åt nordväst, men åt sydost är den platt. Horní Libchava ligger nere i en dal.Runt Horní Libchava är det tätbefolkat, med 369 invånare per kvadratkilometer. Närmaste större samhälle är Česká Lípa, 4,3 km sydost om Horní Libchava. Runt Horní Libchava är det i huvudsak tätbebyggt.